# Anglická aukce
Anglická aukce je nejběžnější typ dražby v anglicky mluvících zemích. Tato aukce je založena na vyhlášení vyvolávací ceny vyvolávačem, na kterou účastníci (dražitelé) reagují jejím zvýšením. Minimální počet účastníků je dva. Dávají nabídky jeden proti druhému, přičemž každá následující nabídka je vyšší než předchozí. Nejvyšší nabídka je vždy známa ostatním účastníkům. Tento typ aukce se používá nejčastěji pro prodej uměleckých děl a starožitností.

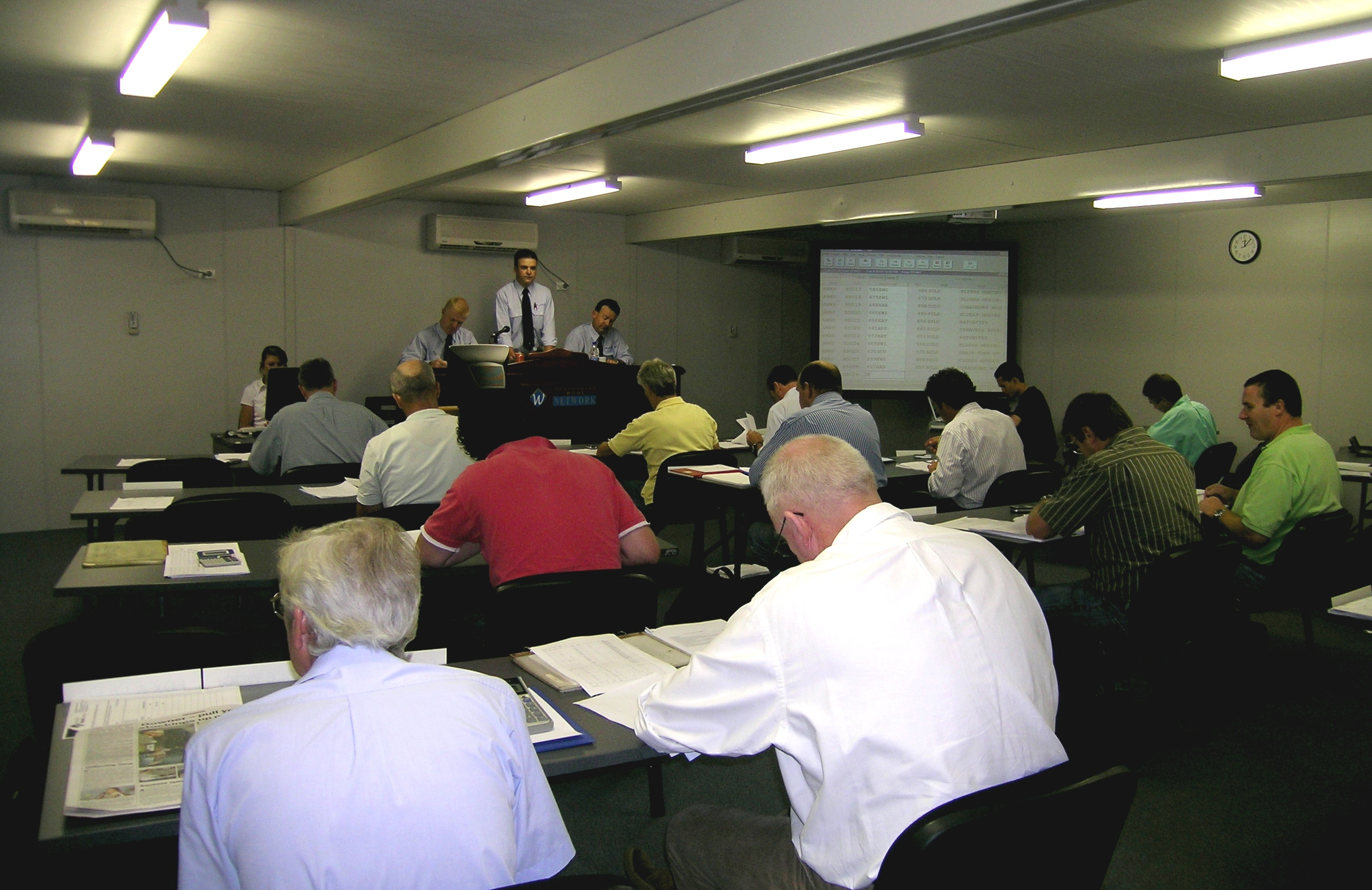
Aukce v Newcastlu

Zvyšováním původní ceny účastníci dočasně získávají předmět dražby do svého vlastnictví. Aukce může být ukončena z několika důvodů. Aukce končí, pokud neexistuje žádný účastník, který by do určeného časového limitu zvýšil aktuální částku.
Dalším důvodem ukončení aukce je, pokud už žádný z účastníků nechce dál nabízet. V takovém případě draženou položku získává účastník, který za ni nabídl nejvyšší částku ze všech zúčastněných. Může však nastat i situace, že dražená věc měla nabídky, a však žádná z nabídek nepřesáhla minimální cenu s předstihem, kterou zadal vyvolávač, a tak položka zůstane neprodána. Tímto se vyvolávač chrání před prodejem pod cenou.
Obecně můžeme říci, že mechanismus aukce je považován jako anglický, pokud se jedná o iterační proces, při kterém se částka pohybuje směrem, který je nevýhodný pro dražitele a výhodný pro vyvolávače, tedy nahoru. Opakem anglické aukce je holandská aukce, při které se částka pohybuje směrem, který je naopak výhodný pro dražitele, tedy dolů.

## Historie anglické aukce

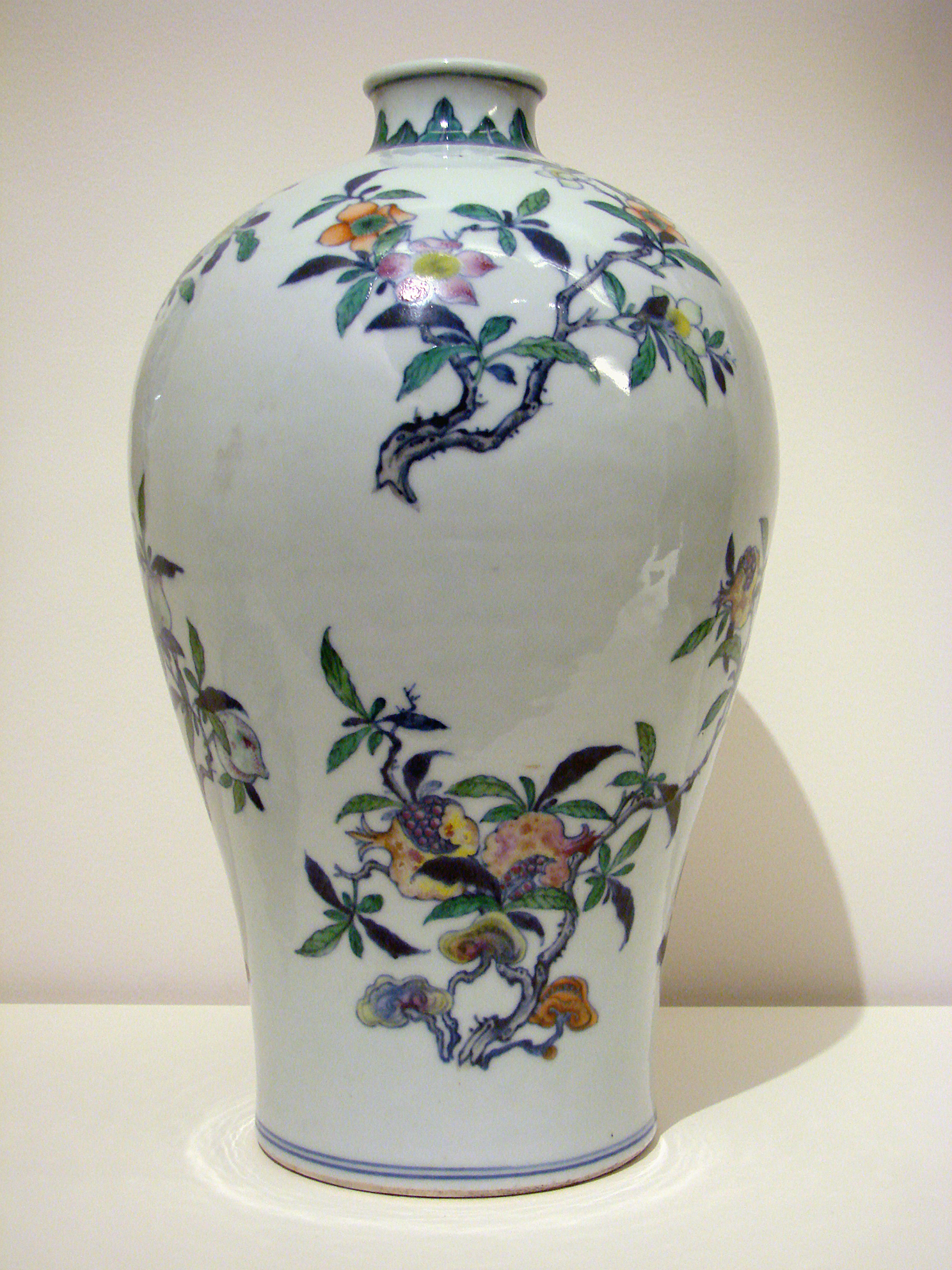
Porcelánová váza z 18. století. V roce 2005 byla váza prodána za 15,68 miliónu liber. Tato suma je světovým rekordem v aukci za keramické dílo.

Je velice těžké říci, kdy se tato metoda aukce začala ve Velké Británii používat. Jedna z prvních zmínek byla v Oxfordském anglickém slovníku, který je z roku 1599. Koncem 17. století se obchodníci s obrazy pravidelně scházeli v kavárnách a krčmách, aby vydražili své zboží. Ve 40. letech 18. století ve Velké Británii začaly vznikat firmy, které se zabývaly dražbami. Oznámení o aukcích se začala objevovat v tisku.
Není toho mnoho známo o metodách, které se pro aukce dříve ve Velké Británii používaly, ale základní pravidla prodeje byla podobná těm, která se používají dnes. V 18. století byla pro aukce vyhlášena následující pravidla:
1. Účastník s nejvyšší nabízenou částkou je kupující. Pokud by byl spor ohledně nejvyšší nabízené částky, zboží bude zařazeno do aukce znovu.
2. Rozdíl mezi dvěma odlišnými nabídkami nesmí být menší než šest pencí, pokud je nabízená částka nižší než 1 libra. Pokud je nabízená částka vyšší než 1 libra, musí být mezi nabídkami rozdíl minimálně jeden šterlink.
3. Zboží na prodej je zaručeno a před odebráním zboží má kupující právo ho odmítnout.
4. Každý kupující musí uvést své jméno a musí složit zálohu 5 šterlinků na jednu libru, pokud je požadována.
5. Všechno nakoupené zboží musí být odvezeno na náklady kupujícího a dlužnou částku musí kupující splatit do 3 dnů od ukončení aukce.
6. Kupující, který nemá možnost být přítomný na aukci, může mít svého zástupce.[1]

U některých prvních aukcí, v 17. a 18. století se používala metoda svíčky. Při této metodě účastníci mohli nabízet do té doby, než svíčka dohořela. Díky této metodě nikdo z účastníků nemohl přesně vědět, kdy aukce skončí. Poté draženou věc získal účastník, který nabídl nejvyšší částku. Rozšíření o limitní čas se používá i dodnes, dokonce přímo některé aukce ve Velké Británii drží tuto tradici.

## Podtypy anglických aukcí
Některé typy aukcí nelze zařadit přímo do konkrétní kategorie. Toto je seznam těch aukcí, které se používají jako variace anglických aukcí. Tyto typy jsou tedy postaveny na stejném principu – draženou věc získává účastník s nejvyšší nabídkou, kde nabídky se zvyšují.

### Tichá aukce
Tichá aukce umožňuje účastníkům prohlédnout si draženou věc a udělat nabídku napsáním na kus papíru.
Dražené věci jsou umístěny ve speciálním prostoru.
Pokud je papír s nabídkami veřejný, účastníci mohou zvyšovat svoje nabídky podle ostatních nabídek.
Tiché aukce se využívají převážně na benefičních akcích, kde nezisková organizace získává [peníze] a zároveň se prezentuje. Dražené zboží jsou především sponzorské dary. Ve Spojených státech amerických se tichá aukce používá pro dražbu obrazů. Probíhá tak, že 5 dní před aukcí jsou vystaveny obrazy, a u každého obrazu je stanovena minimální částka a minimální zvýšení částky při příhozu. Každý, kdo zvýší částku, napíše na papír svoje jméno, adresu a nabízenou částku. Tyto částky jsou veřejné, a tak nabídky rostou vzestupně. Obraz získává účastník s nejvyšší nabídkou.

### Aukce s časovým intervalem
U těchto aukcí časový limit umožňuje nabízejícím rozumný čas na zvážení své nabídky. Bez tohoto intervalu se může stát, že někteří účastníci mohou jednat ukvapeně. Aukce s časovým intervalem mohou způsobit více nabídek i vyšší nabídky. Dříve se pro určení toho času používala svíčka, jak již bylo zmíněno, ale kromě ní se mohou používat i přesýpací hodiny či hodiny. Díky tomu, že účastníci vědí, kdy přibližně aukce skončí, mohou zvolit různé strategie. Jedna možnost je udělat nabídku ihned na začátku dražby a doufat, že nikdo jiný nepřevýší jeho nabídku. Lepší strategií však je počkat téměř do úplného konce a těsně před koncem zvýšit.

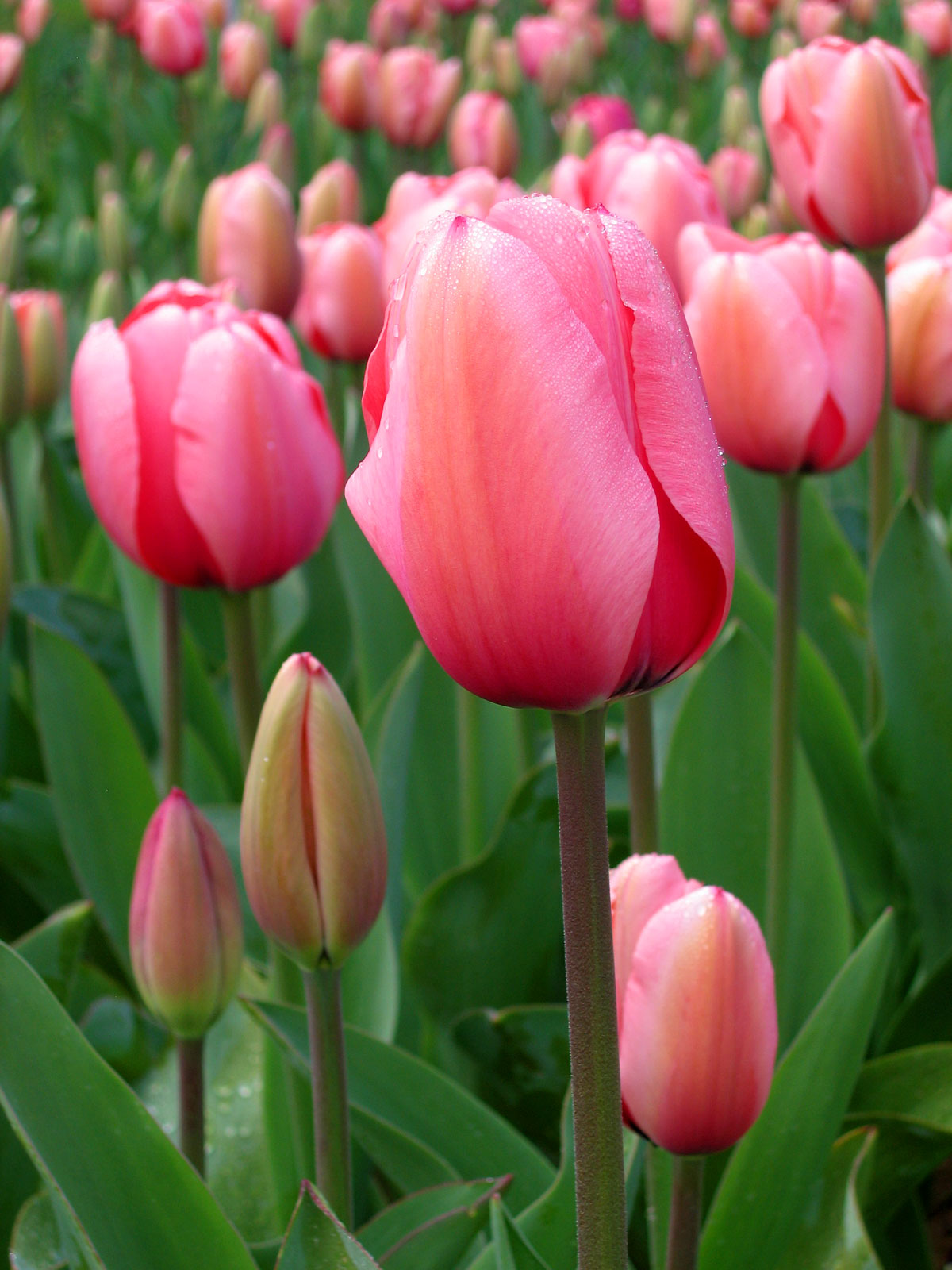
Holandská aukce se využívá především pro prodej květin

### Aukce s nerezervovanou cenou
viz Aukce s nerezervovanou cenou ve článku Aukce

### Aukce s rezervovanou cenou
viz Aukce s rezervovanou cenou ve článku Aukce

### Anglicko-holandská aukce
Tento typ aukce je kombinací holandské a anglické aukce. Holandská aukce je založena na vysoké výchozí ceně, kterou určí vyvolavač. Tato cena se v pravidelných časových intervalech snižuje, dokud ji některý z účastníků nepřijme. Čím déle se čeká, tím je cena nižší, ale zároveň je i větší riziko, že někdo z účastníků bude rychlejší a projeví zájem o zboží před vámi. Tato aukce se využívá především v květinových burzách.
Anglicko-holandská aukce využívá anglický princip k odhadnutí výchozí ceny, která je základem holandské aukce. Dále se postupuje na holandském principu aukce. Tento typ aukce vznikl z důvodu obtížnosti odhadu tržní ceny zboží, a tím zajišťuje to, aby se zboží neprodalo pod cenou.

### Oběžná aukce
Tento typ aukce se využívá především ve Spojených státech amerických. Nabídky jsou zde veřejné a vzestupné, ale od běžné anglické aukce se liší tím, že přihazování není náhodné, ale probíhá na střídačku. Aukce se používá při prodeji ryb ve Spojených státech amerických.

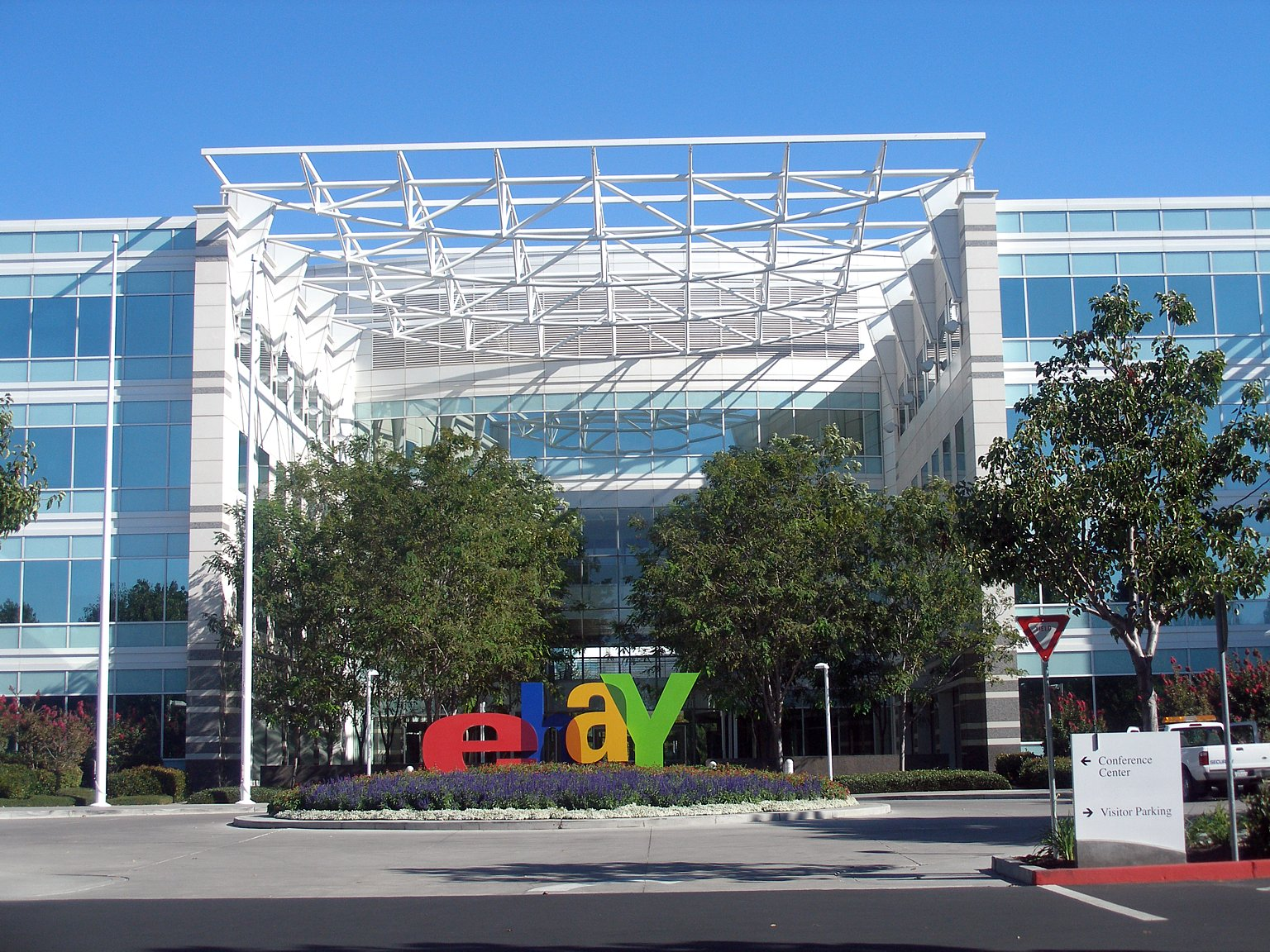
Ebay je nejrozsáhlejší aukční portál

## E-aukce
U online aukcí se nejvíce využívá typ anglické aukce, můžeme se však setkat i s jinými typy, například s typem holandské aukce.
V roce 2009 bylo evidování přes tisíc anglických aukčních síní. Na online aukcích se draží téměř cokoliv – od aut přes potraviny po šperky.
Následující tabulka zobrazuje nejrozsáhlejší e-aukce:
| Portál          | Vznik | Počet uživatelů | Počet zboží | Země |
| --------------- | ----- | --------------- | ----------- | ---- |
| Auction Bg      | 2005  | 40 000          | 20 000      | BGR  |
| Aukro           | 2003  | 1 000 000       | 450 000     | CZE  |
| MercadoLibre CI | 1999  | 500 000         | 300 000     | CHL  |
| Ebays Es        | 2002  | 2 500 000       | 1 500 000   | ESP  |
| Ebay UK         | 1999  | 15 000 000      | 6 000 000   | GBR  |
| MercadoLibre Mx | 1999  | 2 000 000       | 1 000 000   | MEX  |
| Allegro         | 1999  | 6 000 000       | 1 800 000   | POL  |
| Aukro SK        | 2007  | 30 000          | 15 000      | SVK  |
| Auction Ua      | 2003  | 100 000         | 40 000      | UKR  |
| Ebay            | 1995  | 215 000 000     | 70 000 000  | USA  |
| MarcadoLibre Ve | 1999  | 800 000         | 500 000     | VEN  |
| eBid Za         | 2007  | 120 000         | 80 000      | ZAF  |

V České republice v roce 2009 fungovalo přibližně 50 online aukcí. Většina má ale menší počet uživatelů. Mezi ty největší patří Aukro, Odklepnuto a iKup. Jako první online aukce v České republice vznikl portál Aukce.cz. Ten však existoval několik let a později skončil. Nejúspěšnějším současným portálem v České republice je portál Aukro.cz, který má více než 1 milion uživatelů. V poslední době však Aukro zvýšilo poplatky za svoje služby. Aukro si účtuje za vystavení aukce, provize z úspěšného prodeje, poplatky za vložení položky do určité kategorie, poplatky za obrázky a apod. Z toho důvodu někteří uživatele přešli na levnější alternativy.
Aukční portál Aukro však nemusí být mezi Čechy v čele stále. Ebay je dostupný v českém jazyce, cena za zboží se přepočítává podle aktuálního kurzu na české koruny. Lidé s neznalostí angličtiny mohou tak nakupovat zboží ze zahraničí od přímého prodejce, tedy levněji.
Problémem může být vysoké poštovné ze zahraničí, a však při koupi zboží s vyšší hodnotou, může celková cena vyjít mnohem nižší než při koupi u nás.